# June Mathis
June Mathis, née June Beulah Hughes le 30 janvier 1887 à Leadville, au Colorado (États-Unis) et morte le 26 juillet 1927 à New York (New York), est une scénariste, monteuse et productrice américaine.
Mathis fut la première femme à occuper un poste de dirigeante au sein de la Metro/MGM et à 35 ans, elle était la mieux payée d'Hollywood.
En 1926 elle est élue la troisième femme la plus influence d'Hollywood, derrière Mary Pickford et Norma Talmadge.
Elle est surtout connue pour avoir imposer Rudolph Valentino et comme l'autrice de Les Quatre Cavaliers de l'Apocalypse (1921), le plus gros succès du temps du muet, et Arènes sanglantes (1922).

## Biographie

### Enfance et débuts
Née à Leadville, Colorado, elle est la seule fille de Virginia Ruth et Dr Philip Hughes. Ses parents divorcèrent lorsqu'elle avait sept ans et sa mère se remaria ensuite à William D. Mathis, un veuf avec trois enfants dont elle adoptera finalement le nom pour sa carrière. Elle fut une enfant maladive et crut s'en sortir grâce à sa grande volonté vitale. Pour elle, tout est mental et chacun possède des vibrations particulières, « Si vous évoluez dans le bon environnement, vous entrerez inévitablement en contact avec les personnes qui pourront vous aider. C'est comme régler la fréquence de votre radio. Si vous trouvez la bonne fréquence, vous trouvez votre station. »
Mathis fit son éducation à Salt Lake City et San Francisco. C'est à San Francisco qu'elle vécut sa première expérience de la scène où elle dansait et faisait des imitations. À douze ans, elle joignit une compagnie itinérante et cinq ans plus tard, elle devint une ingénue, sur scène avec Ezra Kendall dans The Vinegar Buyer. Par la suite, elle fit des apparitions dans plusieurs spectacles de Broadway et fit des tournées quatre saisons durant avec la drag queen Julian Eltinge dans le très populaire spectacle The Fascinating Widow. Tout en aidant financièrement sa mère à présent deux fois veuve, elle continua de travailler sur scène les treize années suivantes.

### Scénariste
Mathis était déterminée à devenir scénariste et partit s'installer, en ayant toujours la charge de sa mère, à New York. Elle étudie l'écriture en journée et voit des films le soir. Elle participe à un concours de scénario qu'elle ne gagne pas mais la qualité de son travail lui offre tout de même des opportunités. Son premier script, House of Tears, sera dirigé par Edwin Carewe en 1915 et la mène à un contrat trois ans plus tard avec les studios Metro, future-MGM. Elle est parmi les premiers scénaristes à inclure des descriptions détaillées dans son travail, le scénario n'étant pour elle qu'un moyen de faire des films et non une expression artistique. De nombreux standards actuels de l'écriture de scénario peuvent lui être attribués. Sur le tard, June Mathis dit devoir son succès à son resserrage sur l'intrigue et le sujet : « No story that did not possess a theme has ever really lived.... Occasionally one may make money and perhaps be popular for a time. But in the end it dies. »
En 1919, Mathis et sa mère sont à Hollywood. Après seulement un an d'écriture de scénarios, elle est promue parmi les cadres du secteur de la Metro. Elle était l'une des premières dirigeantes et la seule femme à cette fonction au sein de la compagnie.
À ses débuts, elle est souvent associée avec la star du muet Alla Nazimova, même si leurs films sont marqués par un sentimentalisme débordant, davantage dû au jeu de l'actrice qu'aux scénarios d'un romantisme plutôt commun.

## Filmographie
Sauf indication contraire, les informations mentionnées dans cette section peuvent être confirmées par la base de données cinématographiques IMDb,  présente dans la section « Liens externes ».

### Comme scénariste
- 1916 : The Dawn of Love
- 1917 : Threads of Fate (en) d'Eugene Nowland
- 1917 : The Call of Her People
- 1917 : Aladdin's Other Lamp
- 1917 : Somewhere in America (en) de William C. Dowlan
- 1917 : The Jury of Fate de Tod Browning
- 1917 : Draft 258
- 1917 : Red, White and Blue Blood
- 1917 : Blue Jeans
- 1918 : The Legion of Death de Tod Browning
- 1918 : Réconciliation (Daybreak)
- 1918 : The Eyes of Mystery de Tod Browning
- 1918 : The Brass Check
- 1918 : The Claim
- 1918 : Une infamie (Social Hypocrites)
- 1918 : Social Quicksands
- 1918 : A Man's World
- 1918 : To Hell with the Kaiser !
- 1918 : Toys of Fate de George D. Baker
- 1918 : A Successful Adventure
- 1918 : La Maison du brouillard (The House of Mirth)
- 1918 : The Silent Woman de Herbert Blaché
- 1918 : His Bonded Wife
- 1918 : Five Thousand an Hour
- 1918 : L'Occident (Eye for Eye) d'Albert Capellani et Alla Nazimova
- 1919 : The Great Victory, Wilson or the Kaiser? The Fall of the Hohenzollerns
- 1919 : The Divorcee de Herbert Blaché
- 1919 : Hors de la brume (Out of the Fog) d'Albert Capellani
- 1919 : Satan Junior
- 1919 : Blind Man's Eyes
- 1919 : La Fin d'un roman (The Brat) de Herbert Blaché
- 1919 : L'Enlèvement de Miss Maud (The Island of Intrigue) de Henry Otto
- 1919 : La Lanterne rouge (The Red Lantern) d'Albert Capellani
- 1919 : The Amateur Adventuress
- 1919 : L'Affaire Buckley (Almost Married) de Charles Swickard
- 1919 : Some Bride
- 1919 : The Parisian Tigress de Herbert Blaché
- 1919 : The Man Who Stayed at Home de Herbert Blaché
- 1919 : The Microbe
- 1919 : Fair and Warmer
- 1920 : La Légende du saule (The Willow Tree) de Henry Otto
- 1920 : Vive la liberté (The Walk-Offs) de Herbert Blaché
- 1920 : The Right of Way (en) de John Francis Dillon
- 1920 : Parlor, Bedroom and Bath d'Edward Dillon
- 1920 : The Price of Redemption
- 1920 : Ce crétin de Malec (The Saphead) de Herbert Blaché
- 1921 : Les Quatre Cavaliers de l'Apocalypse (The Four Horsemen of the Apocalypse) de Rex Ingram
- 1921 : The Man Who
- 1921 : Eugénie Grandet (The Conquering Power) de Rex Ingram
- 1921 : A Trip to Paradise
- 1921 : La Dame aux camélias (Camille) de Ray C. Smallwood
- 1921 : The Idle Rich
- 1922 : Les Bons Larrons (Turn to the Right) de Rex Ingram
- 1922 : Hate
- 1922 : Arènes sanglantes (Blood and Sand) de Fred Niblo
- 1922 : Le Jeune Rajah (The Young Rajah) de Phil Rosen
- 1923 : La Sagesse de trois vieux fous (Three Wise Fools) de King Vidor
- 1923 : La Danseuse espagnole (The Spanish Dancer) de Herbert Brenon
- 1923 : The Day of Faith de Tod Browning
- 1923 : In the Palace of the King
- 1925 : Sally
- 1925 : The Desert Flower d'Irving Cummings
- 1925 : Classified
- 1925 : We Moderns de John Francis Dillon
- 1925 : Ben-Hur (Ben-Hur: A Tale of the Christ) de Fred Niblo
- 1926 : Irene d'Alfred E. Green
- 1926 : The Greater Glory de Curt Rehfeld
- 1927 : La Méprise (The Masked Woman) de Silvano Balboni
- 1927 : An Affair of the Follies de Millard Webb